# Louis Barbarin
Louis Barbarin (apodo Lil Barb; 24 de octubre de 1902 - 12 de mayo de 1997) fue un baterista de jazz de Nueva Orleans.

## Primeros años de vida
Barbarin nació en Nueva Orleans el 24 de octubre de 1902.  Su padre fue Isidore Barbarin, y sus hermanos Paul, Lucien y William se convirtieron en músicos.  Estudió con el baterista Louis Cottrell, Sr. 

## Vida posterior y carrera
Barbarin "se unió a la primera Onward Brass Band alrededor de 1918, cuando Manuel Pérez era el líder. Tocó en bailes con Kid Rena, el trombonista Jack Carey y Punch Miller, y en barcos de excursión con Sidney Desvigne".  Se unió a la banda de Papa Celestin en 1937 y permaneció hasta la muerte de Celestin.  La banda fue entonces retomada por el banjista Albert French, y Barbarin permaneció como baterista.  Grabó a menudo con cada una de las bandas. 
Barbarin cantó en un cuarteto, los Four Tones, después de la Segunda Guerra Mundial, y luego trabajó con Miller en los años 1950 y 1960.  Tocó en varias bandas a mediados y finales de la década de 1960, y realizó giras extensas en la década de 1970, incluso en Europa.  Dejó de tocar en 1982,  y murió en Nueva Orleans el 12 de mayo de 1997.  Fue enterrado en el cementerio Mount Olivet en Nueva Orleans. 

## Vida personal
Barbarin era católico. 